# Establo Naruto (2017)

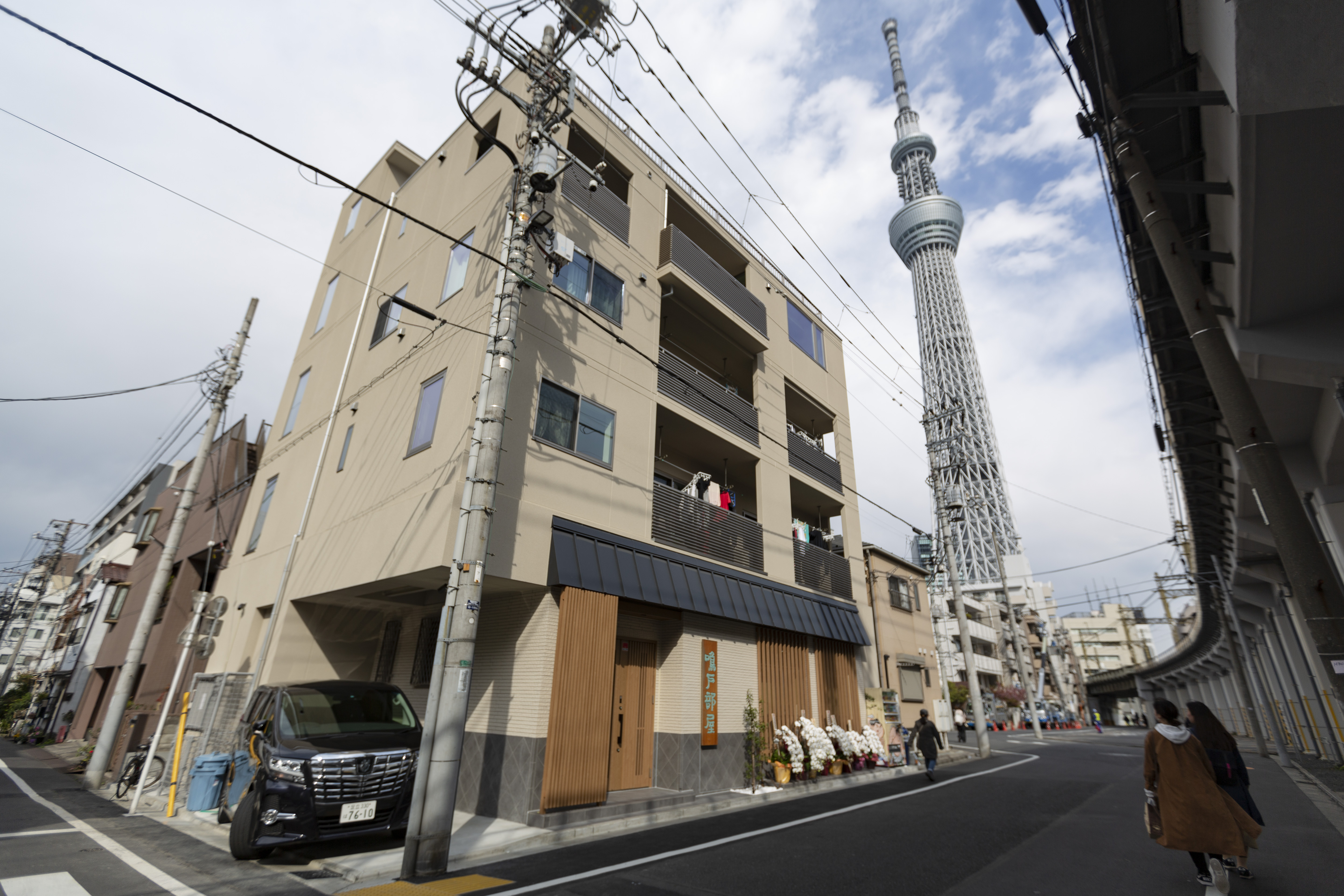
Fachada exterior del Establo Naruto

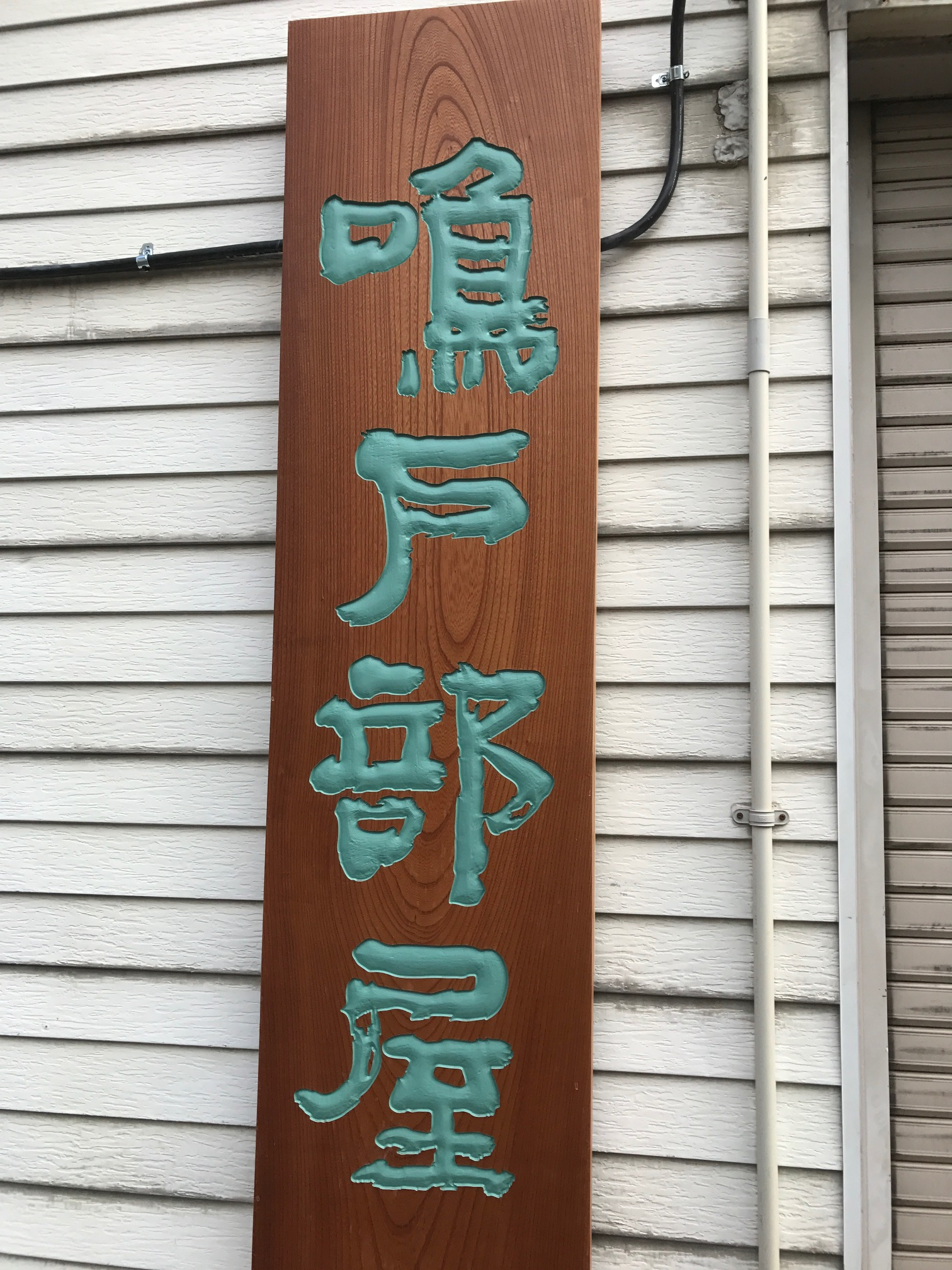
Placa de madera con el nombre del Establo Naruto

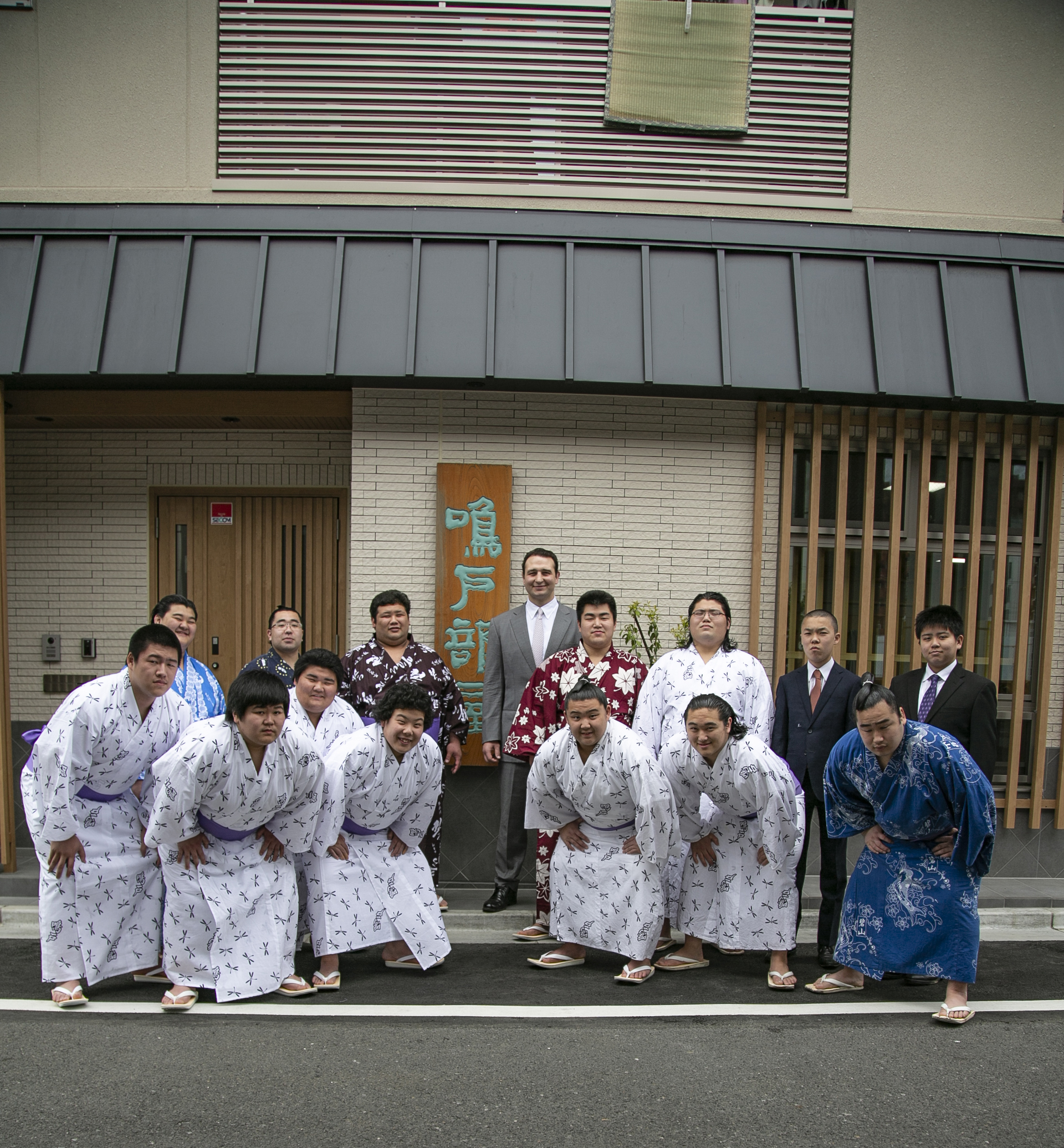
Luchadores de sumo del Establo Naruto junto a su maestro Naruto Katsunori (ex ōzeki Kotoōshū)

El Establo Naruto (鳴戸部屋 Naruto-beya) es un establo de entrenamiento de sumo profesional. El recinto forma parte del ichimon Nishonoseki. Fue fundado el 1 de abril de 2017 por el ex ōzeki búlgaro Kotoōshū.

## Historia
El establo Naruto fue establecido el 1 de abril de 2017 por el ex ōzeki Kotoōshū tras independizarse del establo Sadogatake. Actualmente se encuentra ubicado en el barrio especial de Sumida de la ciudad de Tokio. Uno de los primeros reclutas del establo fue también un joven búlgaro, el ex campeón de lucha Ventsislav Katsarov (Torakio Daiki), el cual se retiró en abril de 2019, regresándose a Bulgaria. La ceremonia de inauguración del establo fue atendida por más de cien personas incluyendo al excompañero de establo de Kotoōshū, Kotoshōgiku. Al momento de la inauguración Kotoōshū comentó: "Quiero formar a un luchador que me eclipse". Para enero de 2023, el establo poseía un total de 17 luchadores.
Kotoōshū se naturalizó como ciudadano japonés dos meses después de su retiro en marzo de 2014. Su nombre japonés oficial es Andō Karoyan. Este se convirtió en la primera persona nacida en Europa en fundar un establo de sumo. Kotoōshū también es el tercer extranjero en fundar un establo de sumo después de Takamiyama y Musashimaru.
De acuerdo con un reporte de mayo de 2018, algunos luchadores han manifestado que eligieron unirse al establo Naruto porque fue donde encontraron más información a través de internet. El establo Naruto no tienen ninguna relación con el anterior establo del mismo nombre, y el cual actualmente se llama establo Tagonoura.
Naruto suspendió a uno de sus luchadores (según reportes un luchador de 20 años de la división sandanme) del torneo de enero de 2019 después de que se descubriese que este había asfixiado a un luchador de menor rango como castigo. Esta fue la primera vez que el Comité de Cumplimiento y Provisiones Antiviolencia tomó acciones desde su creación en diciembre de 2018. El 19 de febrero de 2019, Naruto emitió una disculpa pública a través del blog oficial y página de Twitter del establo: "Para todos ustedes que nos apoyan siempre. Esta vez, me disculpo enormemente por los problemas que ocurrieron dentro del establo. Reflexionaremos firmemente y tomaremos con seriedad las disposiciones de la Asociación Japonesa de Sumo, y además proporcionaremos orientación y supervisión para prevenir que esto vuelva a ocurrir en el futuro".
En 2021, el luchador de más alto rango dentro del establo Naruto era Ōshōryū[ja], un estudiante egresado de la Universidad Kindai el cual progresó hasta lo más alto de la división makushita tras su debut en mayo de 2019. Sin embargo, en septiembre de 2021 el establo reclutó al luchador mongol Ōshōma, estudiante de la Universidad Nihon, y el cual realizó su debut en noviembre de ese mismo año mediante el sistema makushita tsukedashi. Ōshōma alcanzó la división jūryō en mayo de 2022, convirtiéndose en el primer sekitori del establo. En julio de 2025, Ōshōma se convirtió en el primer luchador del establo en alcanzar los rangos del san'yaku.

## Nombres de ring
Varios luchadores de este establo han adoptado nombres de ring o shikona con el prefijo "Ō" (欧), significando Europa, y extraído del segundo caracter del nombre del maestro y dueño del establo, el ex ōzeki Kotoōshū.

## Dueños
- 2017–presente: El décimo quinto (15°) Naruto Katsunori (iin, ex ōzeki Kotoōshū)

## Luchadores activos destacados
- Ōshōma (mejor rango: komusubi)
- Ōshōumi[ja] (mejor rango: jūryō)

## Gyōji
- Shikimori Komei (jonokuchi gyōji, de nombre real: Komei Hashimoto)

## Yobidashi
- Kenta (jonokuchi yobidashi, de nombre real: Kenta Maeda)

## Tokoyama
- Tokoō (tokoyama de quinta clase, de nombre real: Baba Shiido)

## Ubicación y acceso
1 Chome-22-16 Mukōjima, barrio especial de Sumida, Tokio 130–0003. Cerca del Tokyo Skytree.